# Plevna (Kansas)
Plevna es una ciudad ubicada en el condado de Reno en el estado estadounidense de Kansas. En el año 2010 tenía una población de 98 habitantes y una densidad poblacional de 163,33 personas por km².

## Geografía
Plevna se encuentra ubicada en las coordenadas 37°58′20″N 98°18′34″O / 37.972327, -98.309474 (37.972327, -98.309474).

## Demografía
Según la Oficina del Censo en 2000 los ingresos medios por hogar en la localidad eran de $26,875 y los ingresos medios por familia eran $33,750. Los hombres tenían unos ingresos medios de $20,625 frente a los $25,417 para las mujeres. La renta per cápita para la localidad era de $14,353. Alrededor del 2.8% de la población estaban por debajo del umbral de pobreza.